# Оренбург-2 (аеродром)
Оренбург-2 — військовий аеродром в Оренбурзькій області РФ, на ньому дислокується окремий 117-й військово-транспортний авіаполк (ВТАП) 18-ї  дивізії військово-транспортної авіації РФ.
Військово-транспортна авіація 117-го ВТАП також використовується для гасіння лісових пожеж.
На аеродромі Оренбург-2 також дислокований 7-й окремий інженерно-аеродромний батальйон, який обслуговує літаки та аеродромне обладнання.

## Історія
117-й Берлінський ордена Кутузова третього ступеня військово-транспортний авіаційний полк було сформовано 30 червня 1938 року на базі 6-го дальнього бомбардувального авіаційного полку.
У роки Другої світової війни полк брав участь у боях за Крим та Керченський півострів. Здійснювалися бойові вильоти у район Тегерана. Брав участь у битві під Сталінградом, Орловській наступальній операції та боях за Кавказ. За бойові подвиги під час взяття Кенігсберга полк нагороджений орденом Кутузова III ступеня. 26 квітня 1945 року за сприяння військам 1-го Білоруського фронту полку надано почесне найменування «Берлінський».

## Катастрофи та інциденти
21 червня 2000 року екіпаж літака Іл-76 117-го ВТАП, під командуванням полковника Олексія Зеленка, перевозив на місце служби 221 призовника. Під час польоту на борту сталася пожежа. Льотчики зуміли посадити літак на аеродром вильоту та евакуювати пасажирів. Літак повністю згорів, але ніхто не постраждав. Підполковнику Зеленку було присвоєно звання «Герой Російської Федерації», а решта екіпажу нагороджено орденами Мужності.
24 січня 2024 року, вранці, над територією Бєлгородської області впав літак Іл-76 внаслідок збиття ПВО, який імовірно перевозив озброєння для окупаційних російських військ, що застосовується для обстрілів території України. Загибель щонайменше трьох із них підтвердили їхні родичі. Екіпаж належав до 117-го військово-транспортного авіаційного полку із дислокацією в Оренбурзі. Одразу ж після падіння літака російські ЗМІ почали волати і поширювати фейки про нібито «в цьому літаку перебували 65 українських військовополонених», які підлягали на обмін російських полонених, проте ГУР України цю інформацію заперечила. Коментуючи ситуацію з літаком і заявами РФ про перебування у ньому українських військовополонених, 
Уповноважений Верховної Ради України Дмитро Лубінець заявив, що юридично,  згідно з Женевською конвенцією, всю відповідальність за життя та здоров'я військовополонених несе країна, яка тримає їх в полоні, а факт перевезення літаком військовополонених не встановлено і викликає маніпуляції з російської сторони, задля зменшення допомоги Україні у спротиві та боротьбі з російськими окупантами.